# 铜色棘肛蛙
铜色棘肛蛙（学名：Nanorana aenea）一种分布于泰国、老挝、越南及中国云南等地区的两栖动物，隶属于叉舌蛙科倭蛙属。

## 形态特征
铜色棘肛蛙皮肤光滑。身体背面呈灰色或淡黑色，体侧有墨黑色小圆点；黑唇伴有白点，四肢有黑色横线。腹面呈黄白色，喉部散布有黑色的斑点，腹部和四肢有更大的黑斑点。